# François Bourgeois
François Bourgeois (Brussel, 9 mei 1839 – Brussel, 18 februari 1911) was de eerste commissaris van de eerste gerechtelijke politie in Brussel  (1872-1880). Nadien was hij commissaris (1880-1892) en hoofdcommissaris (1892-1911) van de stadspolitie van Brussel.

## Levensloop

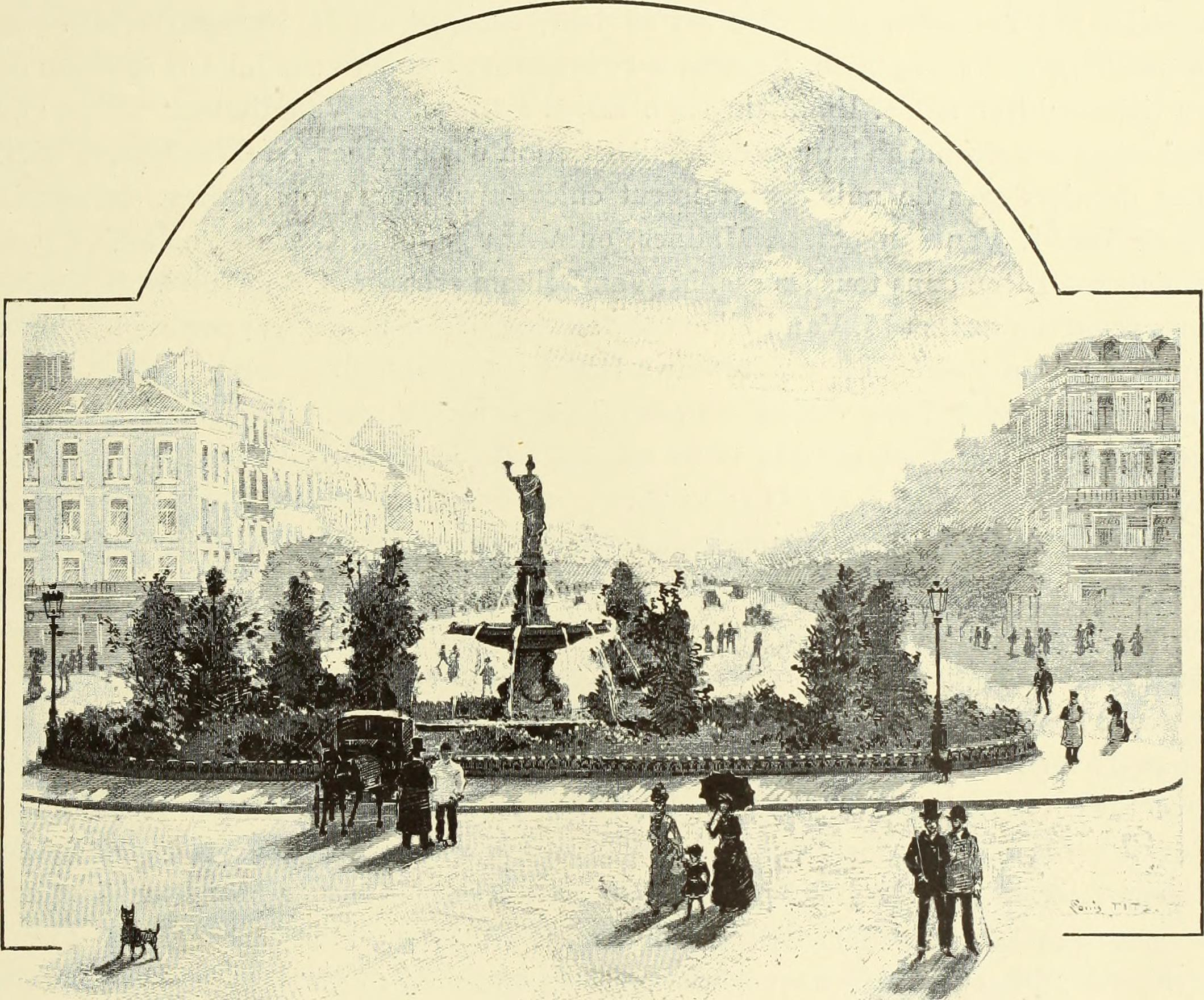
Brussel, eind 19e eeuw

Bourgeois stopte vroeg zijn studies, ondanks goede studierapporten. Hij werd hulpje bij de procureur des Konings van Brussel. Nadien was hij sergeant bij het Belgisch leger, bij het regiment van de grenadiers. Hij verliet het leger om te werken voor verschillende ministers van Oorlog.
Vanaf 1866 betrok hij zijn eerste functie bij de politie van de stad Brussel. Hij klom in de hiërarchie van inspecteur tot commissaris (1871). In 1872 werd voor het eerst een sectie van de gerechtelijke politie opgericht in Brussel. Bourgeois was er meteen bij (1872). Hij wierp zich op internationale opsporingen. Tot zijn bekendste zaken behoort de arrestatie van valsmunters die vanuit Londen in Brussel opereerden (1874). Hij arresteerde ook Eugène t'Kint de Roodenbeke in maart 1876. De Roodenbeke had een diefstal gepleegd in de Banque de Belgique en was in Queenstown om per schip te vluchten naar de Verenigde Staten. Engelse agenten arresteerden de dief in de haven van Queenstown; t’Kint de Roodenbeke werd nadien door het assissenhof van Brussel tot vijftienjaar gevangenis veroordeeld. Ook reisde Bourgeois twee jaar lang door de Verenigde Staten voor een onderzoek van een grote diefstal op het bisdom Doornik. Bourgeois bezocht vele Amerikaanse banken om de miljoenen franken te traceren die kanunnik Bernard had gestolen in Doornik. Met zijn verhalen was hij een graag geziene gast in de Brusselse salons.
In 1880 besliste de Belgische regering de gerechtelijke politie op te doeken omdat ze te veel kostte. Bourgeois verliet met spijt dit politieambt en werd bevorderd tot commissaris van de politie van Brussel (1880). Twaalf jaar deed hij dit werk, tot hij bevorderd werd tot hoofdcommissaris van de politie van Brussel (1892). Bourgeois wenste de technieken die hij bij de Amerikaanse politie had gezien, toe te passen in Brussel. Hij moderniseerde grondig de opleiding van de politie. Samen met professor Adolphe Prins van de Université Libre de Bruxelles schreef hij een handboekje voor de politiefunctionaris. Dit boekje werd populair en kende vele herdrukken. Zo bracht hij tips en suggesties aan om een degelijk politieonderzoek te voeren. Hij verplichtte elke agent een helm en een revolver te dragen; hij zocht contact met Franse politiemensen om internationaal gezochte gangsters op te sporen.
Bourgeois meende dat, na de afschaffing van de gerechtelijke politie, het een handicap was dat de gemeentepolitie nooit een onderzoek mocht uitvoeren buiten de gemeentegrenzen. Ondanks zijn beklag, veranderde er niets.
Bourgeois werd vereerd met meerdere eretekens: ridder in de Leopoldsorde van België en ridder in het Legioen van Eer van Frankrijk. Hij stierf ten gevolge van een longontsteking in 1911.